# Angry Birds (joc video)
Angry Birds este un joc video dezvoltat de Rovio Entertainment care a început seria Angry Birds. 
Lansat inițial pe 11 decembrie 2009 pentru dispozitivele iOS și Maemo, jocul a devenit rapid un fenomen și a câștigat o uriașă bază de fani. Succesul său uluitor în App Store a determinat dezvoltatorii să lanseze versiuni pentru diverse alte platforme, inclusiv Android, Symbian, Windows Phone și BlackBerry.
În 2022, Rovio Entertainment a lansat un remake al jocului original sub numele de Rovio Classics: Angry Birds.

## Gameplay
Conceptul de bază al jocului este unul simplu și captivant. Jucătorul are sarcina de a lansa păsări furioase în direcția porcilor malefici, folosind o praștie. Scopul este să distrugă porcii și structurile de blocuri pe care aceștia le-au construit ca adăpost. Fiecare nivel trebuie finalizat prin eliminarea tuturor porcilor de pe ecran. Dacă jucătorul nu reușește să distrugă toți porcii, acesta va trebui să rejuce nivelul pentru a obține succesul dorit.

## Dezvoltare
La începutul anului 2009, echipa Rovio, a început să exploreze noi idei pentru dezvoltarea de jocuri. Una dintre sugestiile aduse în discuție a provenit de la Jakko Isilalo, designerul principal de jocuri, care a prezentat o imagine cu mai multe păsări furioase, fără picioare sau aripi vizibile. Echipa de dezvoltatori a fost atrasă de personaje și a decis să le utilizeze în dezvoltarea unui nou concept de joc.
La acea vreme, în anul 2009, jocurile flash care implicau distrugerea, precum Crush the Castle, se bucurau de popularitate în rândul utilizatorilor. Inspirată de aceste jocuri, echipa Rovio a dorit să creeze o experiență similară și a început să lucreze la ceea ce avea să devină Angry Birds.
Pe măsură ce dezvoltarea jocului Angry Birds avansa, membrii companiei și-au dat seama că păsările aveau nevoie de un adversar. În același timp, o epidemie de gripă porcină făcea senzație pe internet și în mass-media, fiind comparată cu gripa aviară. Având în vedere popularitatea acestui subiect, echipa Rovio a decis să introducă porcii ca dușmani ai păsărilor furioase.

## Lansarea
Angry Birds, fiind al 52-lea joc produs de studioul Rovio, a obținut un succes remarcabil după lansare. În februarie 2010, jocul a devenit popular în App Store din Marea Britanie, urcând rapid pe poziția numărul 1. Succesul s-a extins și în Statele Unite ale Americii, unde, la jumătatea anului 2010, Angry Birds a ocupat, de asemenea, locul 1 în App Store și a rămas acolo timp de 275 de zile consecutive.
Se estimează că costul inițial al dezvoltării jocului Angry Birds a depășit suma de 100.000 de euro, aceasta neincluzând costurile ulterioare pentru actualizări și îmbunătățiri. Pentru versiunea iOS a jocului, Rovio a încheiat un parteneriat cu distribuitorul Chillingo pentru a publica jocul în App Store. Distribuitorul a susținut că a avut un rol activ în dezvoltarea jocului, adăugând caracteristici precum traiectorii vizibile, funcția de zoom, emoji cu porci și păsări care se rostogolesc la aterizare. De atunci, Rovio a ales să publice aproape toate jocurile ulterioare de sine stătător, cu excepția versiunii pentru PSP, care a fost lansată sub licență de către Abstraction Games.
Pe măsură ce Rovio a început să dezvolte versiuni ale jocului pentru alte dispozitive, s-au ivit noi provocări. În timpul lucrului la versiunea pentru platforma Android, echipa a întâmpinat o diversitate mare de configurații de dispozitive și versiuni de software. Această varietate a reprezentat o provocare tehnică, însă dezvoltatorii au reușit să adapteze jocul pentru acestea, iar în cele din urmă, Angry Birds a fost lansat cu succes pe Android Market.

## Episoade
| #  | Pachetul de nivele    | Data lansării                                         | Notificări speciale                                                                              | Numărul de nivele  |
| -- | --------------------- | ----------------------------------------------------- | ------------------------------------------------------------------------------------------------ | ------------------ |
| 1  | Poached Eggs          | 11 decembrie 2009                                     | Îi introduce pe Red, The Blues, Chuck, Bomb și Matilda                                           | 63                 |
| 2  | Mighty Hoax           | 11 febuarie 2010                                      |                                                                                                  | 42                 |
| 3  | Danger Above          | 11 aprilie 2010                                       | Îl introduce pe Hal                                                                              | 45                 |
| 4  | The Big Setup         | 18 iulie 2010                                         | Îl introduce pe Terence                                                                          | 45                 |
| 5  | Ham 'Em High          | 23 decembrie 2010                                     | Îl introduce pe Mighty Eagle și nivele de Facebook                                               | 48                 |
| 6  | Mine and Dine         | 16 iunie 2011 24 august 2011                          |                                                                                                  | 45                 |
| 7  | Birdday Party         | 11 decembrie 2011 11 decembrie 2012 11 decembrie 2013 | Îi introduce pe Bubbles și Stella, celebrează a 2-a, a 3-a și a 4-a aniversare a lui Angry Birds | 45                 |
| 8  | Bad Piggies           | 9 octombrie 2012 7 martie 2013                        | Publică Bad Piggies                                                                              | 45                 |
| 9  | Red's Mighty Feathers | 3 iulie 2013 16 septembrie 2013                       | Introduce o nouă putere lui Red și modul Egg Defender                                            | 30                 |
| 10 | Short Fuse            | 26 noiembrie 2013 4 martie 2014                       | Introduce o nouă putere lui Bomb și poțiuni                                                      | 45                 |
| 11 | Flock Favorites       | 22 iulie 2014                                         | Nivele noi pentru fanii episoadelor favorite                                                     | 15                 |
| 12 | BirdDay 5             | 11 decembrie 2014                                     | Nivele noi bazate pe design-ul fanilor, celebrează a 5-a aniversare a lui Angry Birds            | 30                 |
| S  | Surf and Turf         | 20 martie 2012 9 octombrie 2012                       | Introduce power-ups                                                                              | 45                 |
| G  | Golden Eggs           | 6 aprilie 2010                                        | Introduce nivelul cu regele porc                                                                 | 33 (32 pe Android) |

## Versiuni speciale
- Angry Birds Free este o versiune demonstrativă și gratuită a jocului Angry Birds. Fiecare nivel este încadrat în teme, asemănătoare cu episoadele din versiunea completă. Fiecare temă are 5 niveluri, pentru un total de 12 teme.
- Angry Birds Lite este o versiune demonstrativă și gratuită a jocului Angry Birds. Jocul include 12 niveluri din episodul Poached Eggs.
- Angry Birds Mult este o versiune gratuită a jocului Angry Birds pentru Java (S40, S60, Bada). Jocul în sine este foarte asemănător cu Angry Birds original, dar are câteva mici diferențe în ceea ce privește numărul de episoade și fundalul.
- Angry Birds HD este o parte specială a seriei de jocuri Angry Birds. Disponibilă numai pe iOS, costă mai mult decât versiunea obișnuită. În general, este similară cu originalul, dar are câteva mici diferențe în ceea ce privește grafica și fundalul jocului.
- Angry Birds Free HD este versiunea HD a jocului Angry Birds Free. Disponibilă numai pe iOS. Este o versiune de înaltă calitate a Angry Birds Free, gameplay-ul nu s-a schimbat în niciun fel, dar unele nivele sunt complet schimbate și există alte păsări pe ele. Sunetul, fundalul și grafica jocului au fost îmbunătățite.

#### Angry Birds for Kakao
- Angry Birds for Kakao este o versiune specială a jocului, disponibilă doar pentru utilizatorii mesagerului gratuit sud-coreean „KakaoTalk”. Lansată în 2015, este aproape identică cu jocul clasic. Dintre diferențe: Un „sistem de viață” ca în Angry Birds 2, recompense zilnice și posibilitatea de a concura cu prietenii pentru a trece nivelurile.

#### Versiuni pentru consolă
- Angry Birds PSP este o versiune specială a jocului pentru PSP. A fost lansată în 2010. Conține primele 4 episoade din jocul original și episodul bonus Golden Eggs. De asemenea, conține ouă de aur unice care au fost eliminate din joc după unele actualizări. Are același meniu ca și Angry Birds Lite. Inițial, este deschis doar episodul Poached Eggs.

În 2012, Rovio a anunțat că Angry Birds, împreună cu Angry Birds Rio și Angry Birds Seasons, va fi disponibil pentru platformele PlayStation 3, Xbox 360 și Nintendo 3DS. În cele din urmă s-a decis combinarea celor trei jocuri într-unul mai mare, Angry Birds Trilogy, care a devenit disponibil la 28 septembrie 2012.

#### Pentru casca VR
- Angry Birds VR reprezintă o adaptare în format de realitate virtuală a popularului joc arcade din seria Angry Birds. A fost anunțat de turneul Rock in Rio din Angry Birds Friends. În cadrul jocului, jucătorul preia controlul asupra personajului Red și trebuie să își croiască drum prin niveluri variate până la linia de sosire. De-a lungul călătoriei sale, Red va zbura prin cercuri mov, amplificând astfel elementele de realitate virtuală și oferind o experiență de joc mai captivantă. Motorul grafic folosit în Angry Birds VR este același cu cel întâlnit în jocul Angry Birds Go!

## Recenzii
Jocul a primit laude din partea experților din industria jocurilor. Chris Holt de la Macworld a caracterizat jocul drept „captivant, creează dependență, inteligent”. Jonathan Liu de la Wired News a evidențiat faptul că gameplay-ul este similar cu „încercarea de a obține cât mai multe stele”.
Totuși, jocul a primit și o anumită doză de critici în versiunile destinate platformelor non-touch (PSP, PS3, Win, Mac). Utilizarea praștiei cu ajutorul joystickului sau mouseului a fost considerată incomodă, iar în versiunea pentru PSP implementarea zoom-ului a fost considerată deficitară, iar în anumite cazuri nu a fost clară zona de țintire. Experții au opinat că jucatul Angry Birds fără ecran tactil este inconfortabil și, în general, inadecvat.